# Jasmine Dickey
Jasmine Delzina Dickey (ur. 23 lutego 2000 w Baltimore) – amerykańska koszykarka, występująca na pozycjach rzucającej lub niskiej skrzydłowej, obecnie zawodniczka Dallas Wings w WNBA.
Dwukrotnie poprowadziła swoją szkolną drużynę Comets mistrzostwa stanu Maryland, klasy 4A (2017, 2018), otrzymując w tych latach tytuł Ms. Basketball. W 2018 została wybrana koszykarką roku – Baltimore Sun All-Metro Player of the Year oraz Catonsville Times Female Athlete of the Year.

## Osiągnięcia
Stan na 18 czerwca 2022, na podstawie, o ile nie zaznaczono inaczej.

### NCAA
- Uczestniczka rozgrywek turnieju NCAA (2022)
- Mistrzyni:
  - turnieju konferencji Colonial Athletic Association (CAA – 2022)
  - sezonu zasadniczego CAA (2021)
- Koszykarka roku CAA (2021, 2022)
- Zaliczona do:
  - I składu:
    - CAA (2021, 2022)
    - defensywnego CAA (2020, 2021)
    - turnieju:
      - CAA (2021)
      - FAU Thanksgiving (2018)
      - Titan Classic (2019)
      - regionalnego WNIT Charlotte (2021)

    - najlepszych debiutantek CAA (2019)

  - II składu CAA (2020)
  - honorable mention All-American (2022 przez Associated Press)
- Liderka:
  - NCAA w liczbie oddanych rzutów z gry (2021 – 577)
  - CAA w liczbie przechwytów (2021 – 67)
- MVP tygodnia CAA (14.12.2020, 11.01.2021, 18.01.2021, 1.03.2021)